# Esther (bil)

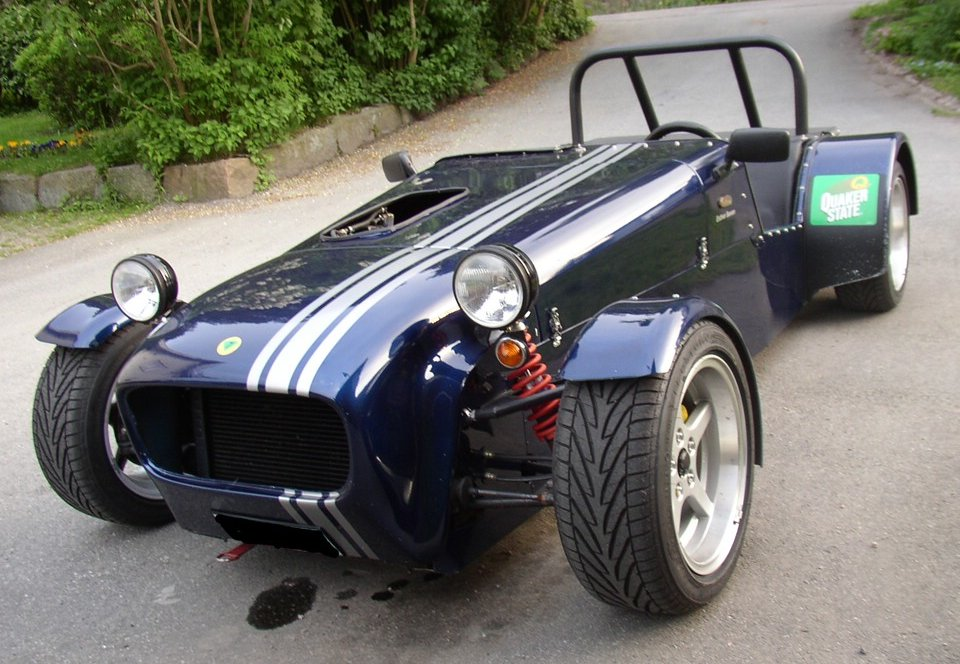
En 8 cm breddad Esther driven av en Volvo B20 och med bakaxel från Volvo 240.

Esther är en Lotus Seven-kopia som tillverkas i Ugglerum. Företaget grundades av Lars Svensson och Magnus Haferbier 1987. De startade med en chassijigg som tidigare hade använts för Lotus 7-kopior i Kalmar men nya idéer kom och det första chassit såldes innan det blev klart. En ny design gjordes, denna gång baserat på Triumph Herald. Sedan version två av chassit kom 1988 har över 45 chassin sålts.